# Unção

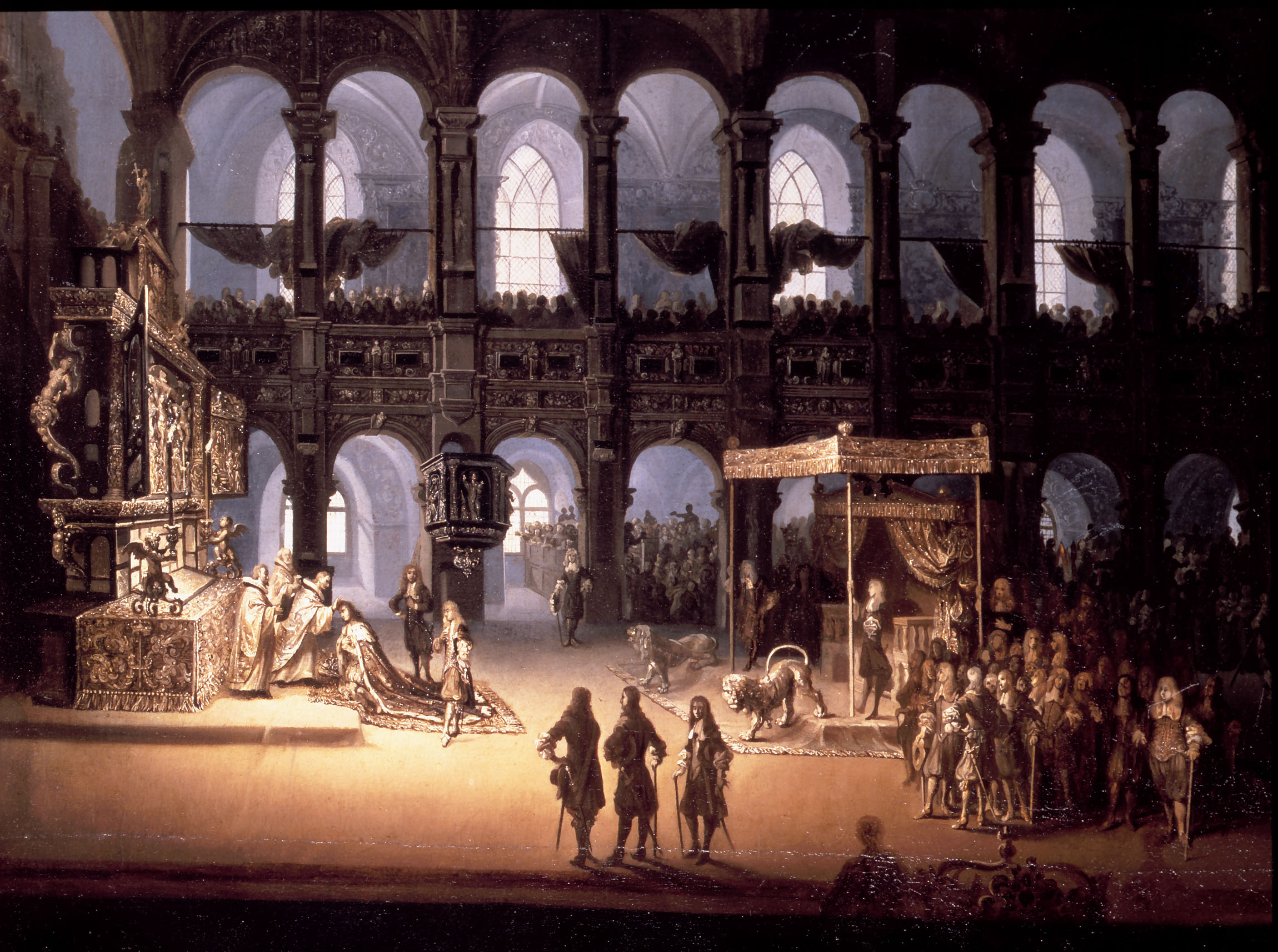
"Unção do rei Cristiano V da Dinamarca e da rainha Carlota Amélia na capela do Palácio de Frederiksborg em 1671", quadro de 1671 de Michael von Haven

Unção (do latim unctione) é a aplicação de substâncias oleosas ou unguentos. Muitas vezes, possui conotação política ou religiosa, ao simbolizar a concessão de autoridade a alguém.

## No cristianismo

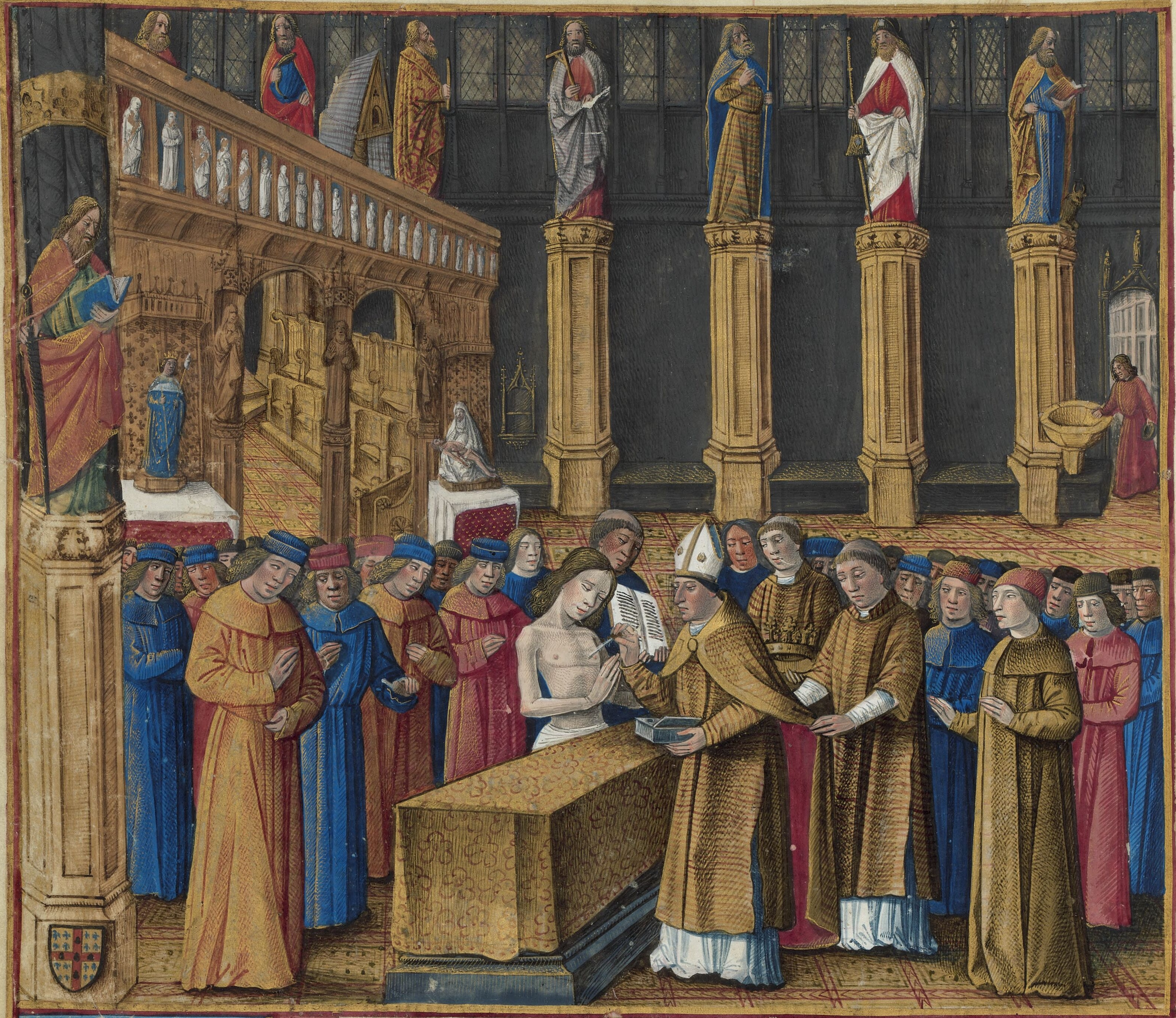
Unção de Balduíno IV de Jerusalém, Século XV

No cristianismo, crê-se que o óleo aplicado na unção confere uma influência espiritual proveniente do Espírito Santo, ou seja, uma capacitação sobrenatural dada por Deus para que se possa desempenhar um papel na Igreja ou mesmo fora dela. Atualmente, nas igrejas, principalmente as pentecostais e neopentecostais, costuma-se confundir "unção" com manifestações espirituais como o falar em línguas, mas a unção, na definição bíblica, não é uma manifestação mas uma capacitação, ou seja, algo que permanece. Quando uma pessoa é ungida, ela é capacitada para determinados fins por meio da graça ou poder divino, como está expresso, por exemplo, neste trecho bíblico:
| “ | Aspergirás Aarão e suas vestes, e igualmente seus filhos e suas vestes, com o sangue tomado do altar e com o óleo de unção. Eles serão assim consagrados, ele e suas vestes, bem como seus filhos e suas vestes. | ” |